# Lichenopeltella sclerenchymatica
Lichenopeltella sclerenchymatica är en lavart som beskrevs av Etayo 2008. Lichenopeltella sclerenchymatica ingår i släktet Lichenopeltella och familjen Microthyriaceae.   Inga underarter finns listade i Catalogue of Life.